# Cyathea horrida
Cyathea horrida är en ormbunkeart som först beskrevs av Carolus Linnaeus, och fick sitt nu gällande namn av James Edward Smith. Cyathea horrida ingår i släktet Cyathea och familjen Cyatheaceae. Inga underarter finns listade.